# Архиепархия Кошице

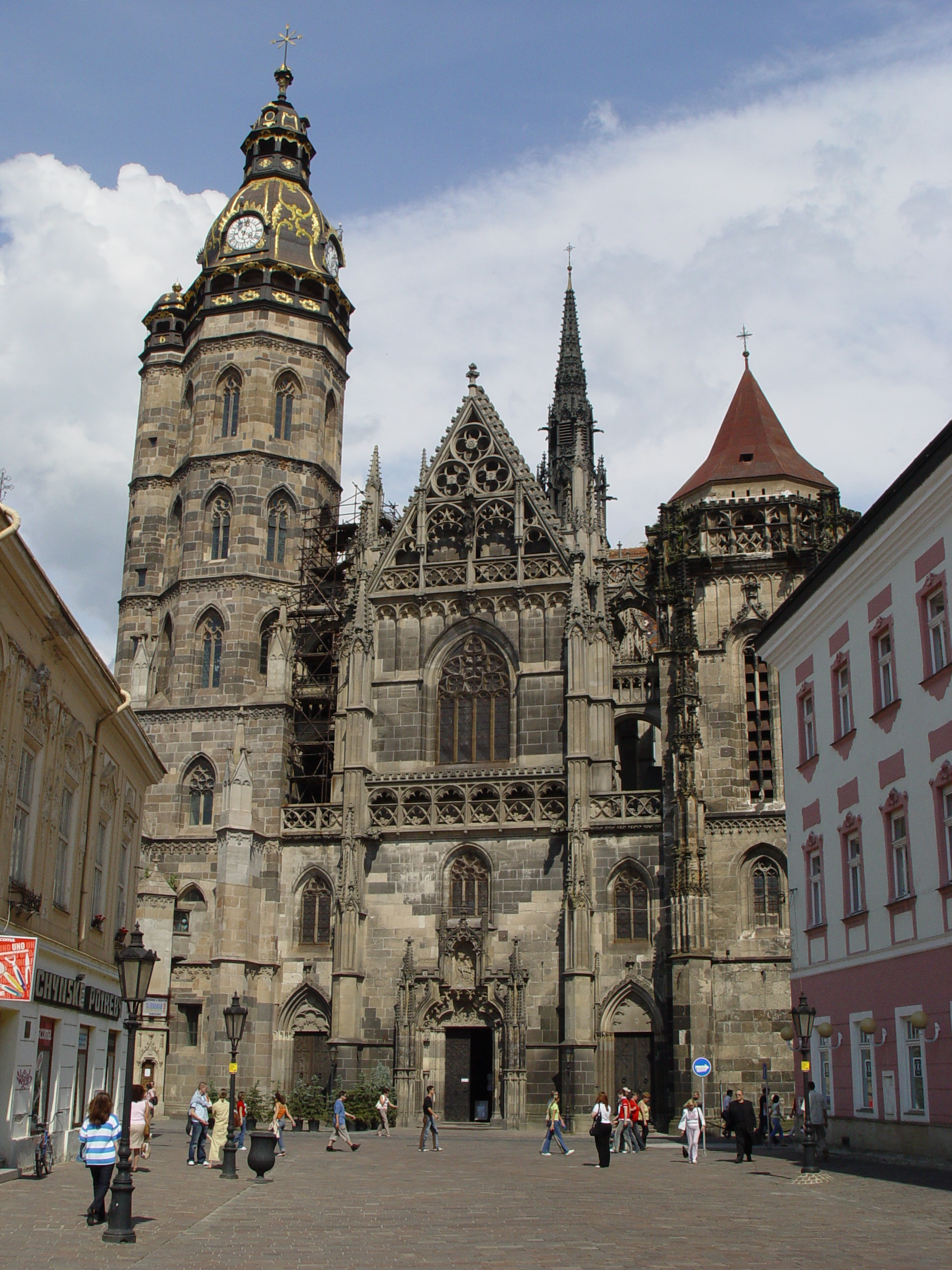
Собор святой Елизаветы Венгерской, Кошице, Словакия

Архиепархия Кошице (лат. Archidioecesis Cassoviensis) — архиепархия Римско-католической церкви c центром в городе Кошице, Словакия. В митрополию Кошице входят епархии Рожнявы, Спиша. Кафедральным храмом архиепархии Кошице является собор святой Елизаветы Венгерской.

## История
9 августа 1804 года Римский папа Пий VII выпустил буллу In universa gregis, которой учредил епархию Кошице, выделив её из архиепархии Эгера. В этот же день епархия Кошице вошла в митрополию Эгера.
2 сентября 1937 года Римский папа Пий XI издал буллу Ad ecclesiastici, которой подчинил епархию Кошице непосредственно Святому Престолу.
30 декабря 1977 года епархия Кошице вошла в митрополию Трнавы.
31 марта 1995 года Римский папа Иоанн Павел II издал буллу Pastorali qiudem permoti, которой возвёл епархию Кошице в ранг архиепархии.

## Ординарии архиепархии
- епископ Андрей (Андре) Сабо (20.08.1804 — 28.09.1819);
- епископ Штефан (Иштван) Чех (8.01.1821 — 4.06.1831);
- епископ Имрих Палудьяи (24.02.1832 — 18.02.1839) — назначен епископом Нитры;
- епископ Антон Очкаи (17.05.1838 — 11.09.1848);
- епископ Йожеф Кунст (20.05.1850 — 15.03.1852) — назначен архиепископом Калочи;
- епископ Игнац Фабри (15.03.1852 — 26.06.1867);
- епископ Ян Пергер (13.03.1868 — 5.04.1876);
- епископ Конштантин Шустер (1.07.1877 — 17.03.1887) — назначен епископом Ваца;
- епископ Зигмунд Бубич (30.05.1887 — октябрь 1906);
- епископ Августин Фишер-Колбрие (6.08.1906 — 17.05.1925);
- епископ Йозеф Чарский (12.12.1925 — 11.11.1938) — назначен апостольским администратором словацких приходов епархий Кошице, Рожнявы и Сату-Маре;
- епископ Стефан Мадарас (19.07.1939 — 8.08.1948);
- епископ Йозеф Чарский (28.02.1945 — 11.03.1962);
- епископ Штефан Ондерко (11.03.1962 — 1990) — генеральный викарий;
- архиепископ Алойз Ткач (14.02.1990 — 4.06.2010);
- архиепископ Бернард Бобер (4.06.2010 — по настоящее время).

## Источник
- Annuario Pontificio, Libreria Editrice Vaticana, Città del Vaticano, 2003, ISBN 88-209-7422-3
- Булла In universa gregis, Bullarii romani continuatio, XII, Romae 1846, стр. 196—204 Архивная копия от 21 октября 2013 на Wayback Machine  (лат.)
- Булла Ad ecclesiastici, AAS 29 (1937), стр. 366 Архивная копия от 14 июня 2010 на Wayback Machine  (лат.)